# Vektor (группа)
Vektor — американская прогрессив/трэш-метал группа из Темпе, основанная в 2002 году. Тексты группы сосредоточены вокруг научных, философских и футуристических тем.

## История

### Формирование и первые альбомы (2002–2011)
Группа была сформирована под названием Locrian в декабре 2002 года вокалистом/гитаристом Дэвидом ДиСанто, но через год сменила название на Vektor и выпустила своё первое демо Nucleus. Vektor стали популярными на метал-сцене Финикса, их музыкальный стиль сочетает в себе прогрессив-метал и техничный трэш-метал с пронзительным, кричащим вокалом. В 2006 году Vektor выпустили демо под названием Demolition, за которым последовало двухтрековое демо Hunger for Violence (2007). После четырёх лет местных и региональных выступлений на разогреве у таких крупных групп, как Testament, Hirax, Iced Earth и Municipal Waste, Vektor вместе с товарищами по лейблу Exmortus отправились в тур в поддержку своего дебютного альбома Black Future с декабря 2009 по январь 2010 года. Впоследствии группа самостоятельно гастролировала по США в июне-августе 2010 года. Их первый полноформатный альбом Black Future был выпущен 17 ноября 2009 года на лейбле Heavy Artillery Records. Группа выпустила свой второй альбом Outer Isolation 22 ноября 2011 года на лейбле Heavy Artillery. В 2012 году группа подписала контракт с Earache Records после того, как лейбл приобрёл ряд артистов Heavy Artillery.

### Terminal Reduxи перерыв (2012–2016)
Летом 2012 года Vektor отправились в небольшой тур в качестве хэдлайнеров, а в ноябре выступали на разогреве в турах с Napalm Death, Municipal Waste и Exhumed. В январе 2013 года группа выступила на фестивале Earache Records Showcase в Калифорнии.
Группа отыграла свой первый европейский концерт на французском фестивале Hellfest в июне 2013 года. В ноябре и декабре 2015 года они отправились в свой первый полноценный европейский тур в качестве хэдлайнеров вместе с Angelus Apatrida и Distillator, который включал выступление на Eindhoven Metal Meeting и завершился выступлением в Camden Underworld в Лондоне. В начале 2016 года группа отправилась в американский тур на разогреве у Voivod. После переезда группы в Филадельфию и нескольких лет гастролей 6 мая 2016 года был выпущен их третий альбом Terminal Redux — концептуальная работа продолжительностью более 70 минут.
В декабре 2016 года группу покинули гитарист Эрик Нельсон, басист Фрэнк Чин и барабанщик Блейк Андерсон, тем самым вынудив группу взять творческий перерыв, заявив, что не было «большой истории или драмы», но «люди и личности просто меняются и расходятся, и мы достигли нашего предела».

### Воссоединение с новым составом
В мае 2020 года ДиСанто и Эрик Нельсон объявили, что реформируют Vektor с Майком Олсоном на барабанах и Стивеном Куном на бас-гитаре, и что они работают над новым материалом и готовятся к нескольким турам в 2021 году. 16 декабря 2020 года Vektor выпустили свою первую песню за четыре года, «Activate», взятую из предстоящего сплит-мини-альбома с Cryptosis, Transmissions of Chaos.

## Состав

### Текущий состав
- Дэвид ДиСанто — вокал, гитара (2002—2016, 2020—настоящее время)
- Эрик Нельсон — гитара (2004—2016, 2020—настоящее время)
- Стивен Кун — бас-гитара (2020—настоящее время)
- Майк Олсон — ударные (2020—настоящее время)

### Бывшие участники
- Майк Тоцци — бас-гитара (2006—2008)
- Адам Андерсон — ударные (2004—2007)
- Киан Ахмад — ударные (2007)
- Фрэнк Чин — бас-гитара (2008—2016)
- Блейк Андерсон — ударные (2007—2016)
- Дэйв Мунтин — гитара (2013—2015)

## Дискография

### Студийные альбомы
- Black Future (2009)
- Outer Isolation (2011)
- Terminal Redux (2016)

### Мини-альбомы
- Transmissions of Chaos (2021) (сплит с Cryptosis)

### Демо
- Nucleus (2004)
- Demolition (2006)
- Hunger for Violence/Accelerating Universe (2007)

### Синглы
- «Scion AV Label Showcase – Earache Records» (2013)
- «Ultimate Artificer» (2015)
- «Charging the Void» (2016)
- «Pillars of Sand» (2016)
- «Activate» (2020)